# Lyriocephalus scutatus
Lyriocephalus scutatus és una espècie de sauròpsid (rèptil) escatós de la família dels agàmids endèmica de Sri Lanka.

## Característiques
Té el cap triangular i curt típica del gènere Agama, però sobre el morro hi té un bony semiesfèric de la mida de l'ull, i sobre cada ull presenta una cresta òssia aguda.

## Història natural
Viu en boscos pluvials submontans amb un bon recobriment arbori, tot i que vegades es troba en plantacions de te abandonades o en jardins molt arbrats.

## Referències

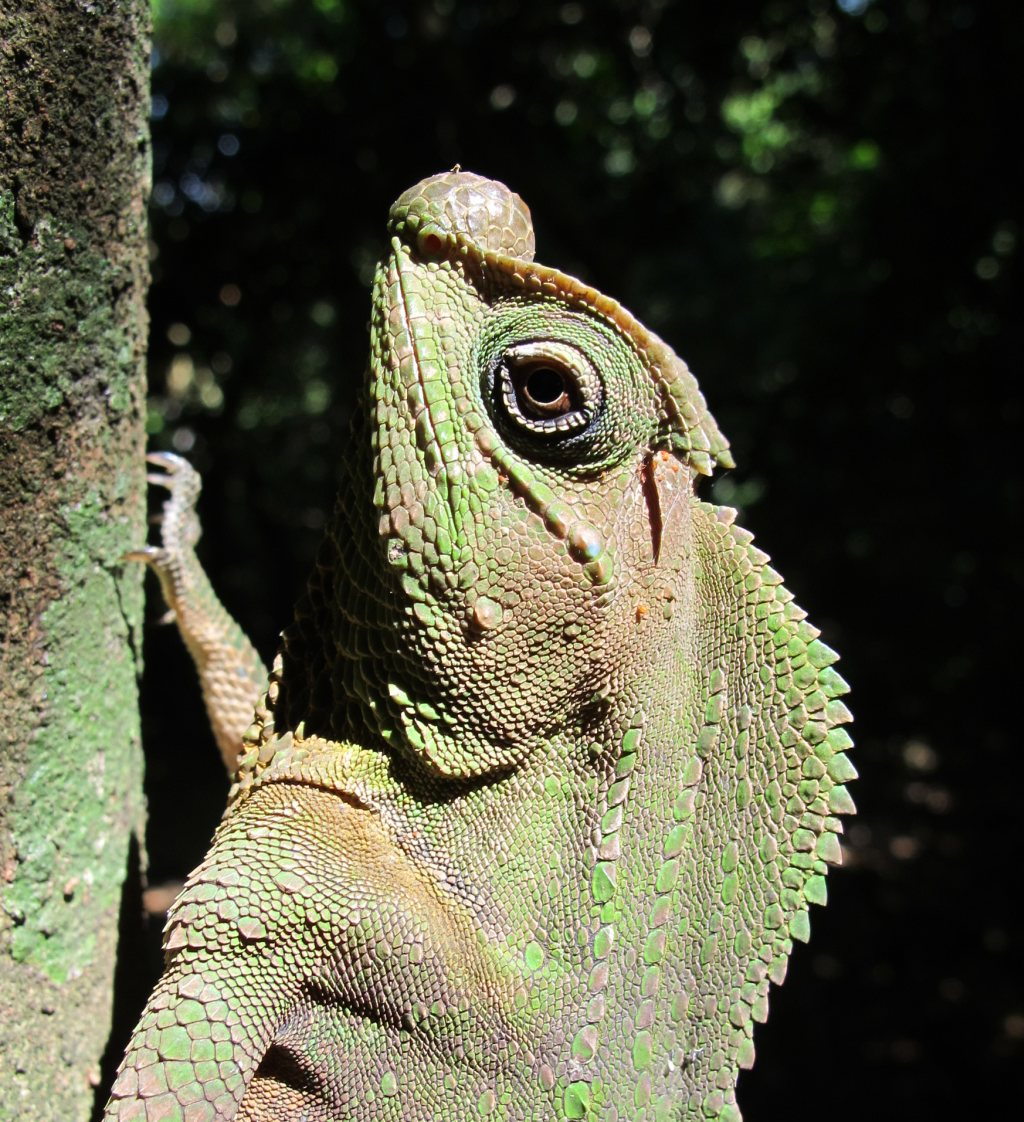
Visió de perfil que permet apreciar el bony sobre el morro, de funció desconeguda.